# HLA-A28
HLA-A28 هو نمط مصلي من مستضد الكريات البيضاء البشرية-أ.